# میندورو
میندورو (انگلیسی: Mindoro) یکی از جزایر کشور فیلیپین در شرق آسیا است

## خصوصیات جغرافیایی
جزیره میندورو ۱۰٬۵۷۲ کیلومتر مربع مساحت، ۱٬۲۳۸٬۵۷۳ نفر جمعیت و ۲٬۵۸۲ متر از سطح دریا ارتفاع دارد